# 葵青傳承
葵青傳承是香港的一個非建制派地區組織及選舉聯盟，成立於2019年。

## 成員
於2019年區議會選舉中當選的成員有：藝術家王天仁、蔡雅文、張文龍及郭子健。王振霖則以2949票落敗。
2019年區選結果
| 參選選區                 | 候選人 | 得票    | 結果 |
| 2019年區議會選舉（葵青） |        |         |      |
| S18 祖堯                 | 蔡雅文 | 3,297票 | 當選 |
| S19 荔景                 | 王天仁 | 2,836票 | 當選 |
| S26 長康                 | 王振霖 | 2,949票 | 落選 |
| S28 青衣南               | 郭子健 | 4,662票 | 當選 |
| S31 長安                 | 張文龍 | 3,711票 | 當選 |